# 滋賀県道545号延勝寺速水線
滋賀県道545号延勝寺速水線（しがけんどう545ごう えんしょうじはやみせん）は、滋賀県長浜市を通る一般県道である。

## 概要
長浜市湖北町延勝寺から長浜市湖北町速水に至る。
琵琶湖岸の滋賀県道331号湖北長浜線（さざなみ街道）につながってはいるが、県道としての起点は少し内陸からである。

### 路線データ
- 起点：長浜市湖北町延勝寺
- 終点：長浜市湖北町速水（速水交差点、国道8号交点）
- 総延長：4.1 km

## 地理

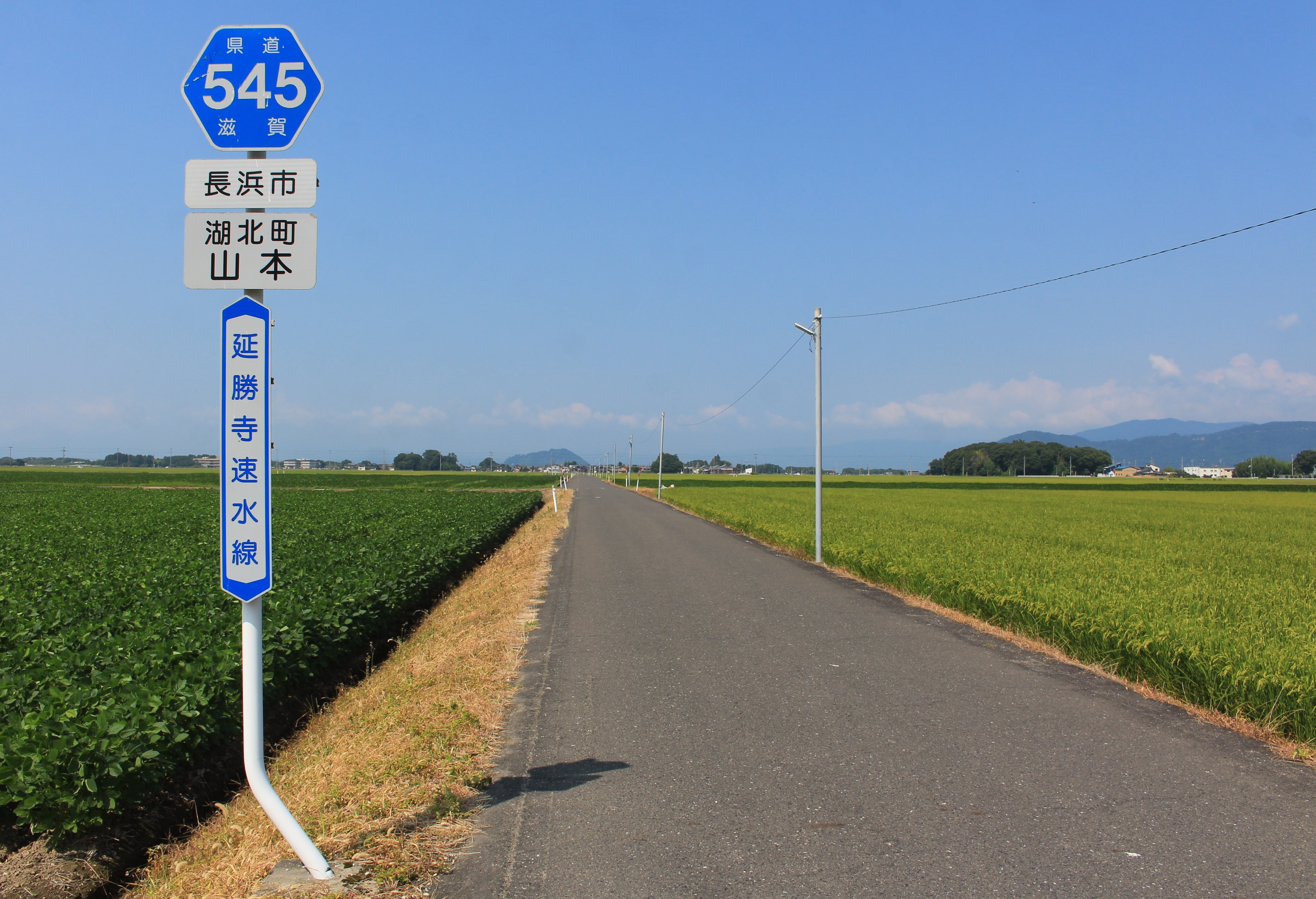
滋賀県道545号延勝寺速水線
長浜市湖北町山本

### 通過する自治体
- 長浜市

### 交差する道路
| 交差する道路                | 交差する場所 | 交差する場所      |
| --------------------------- | ------------ | ----------------- |
| 滋賀県道44号木之本長浜線    | 湖北町延勝寺 |                   |
| 滋賀県道252号南浜山本高月線 | 湖北町山本   |                   |
| 国道8号                     | 湖北町速水   | 速水交差点 / 終点 |

### 沿線
- 伊豆神社
- 長浜市立速水小学校
- 長浜市立湖北中学校